# Leopoldo Gil Nebot
Leopoldo Gil Nebot (Barcelona, 1921-ibídem, 3 de enero de 2016) fue un arquitecto y profesor español.
Miembro de la potente familia ochocentista Gil, en la que hubo navieros, banqueros, industriales, coleccionistas, mecenas, etc. Se formó en la Escuela de Arquitectura de Barcelona, de la que sería director en tiempos difíciles, destacando por su papel siempre en busca de la concordia. Sería también director de la Escuela de Arquitectura de la Universidad de Navarra. Fue una autoridad internacional en arquitectura hospitalaria y ha proyectado hospitales en Europa y África. Conservó parte de la famosa colección familiar de arte, que enriqueció sustancialmente el MNAC. Fue miembro numerario de la Real Academia Catalana de Bellas Artes de San Jorge, de la que fue también un Secretario General muy activo.